# 名古屋市立正色小学校
名古屋市立正色小学校（なごやしりつ しょうしきしょうがっこう）は、名古屋市中川区下之一色町権野にある公立小学校。

## 歴史

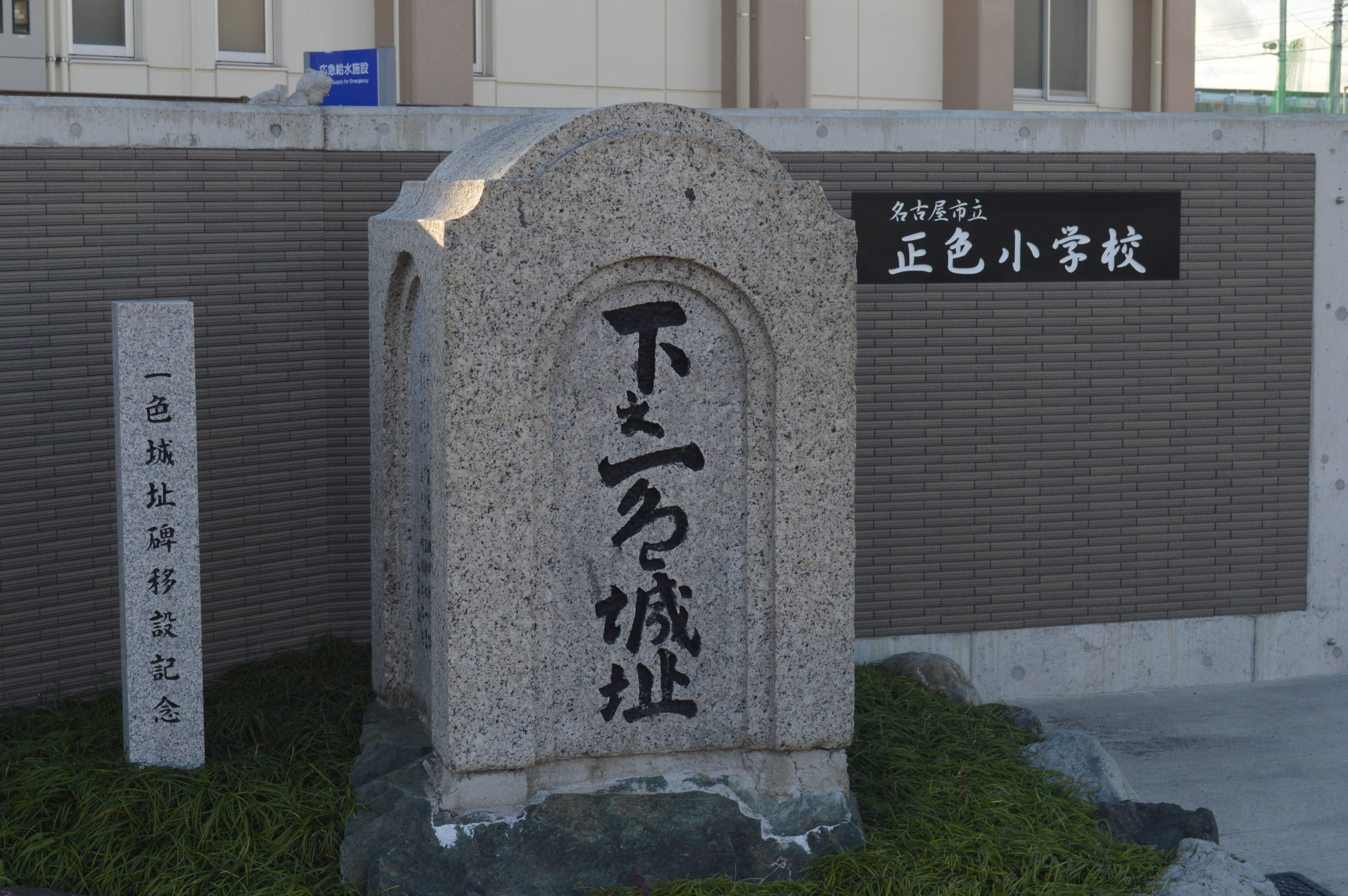
正門の前にある下之一色城址

1872年（明治5年）の義校創立をもって創立としている。当時は愛知郡下之一色村であった当地の子女が学ぶ初等教育学校として、正雲寺に置かれた。
義校は暫定的な教育機関であったため、早速翌年には正式な学校として「愛知郡第二中学区内第四十番小学秉彝学校」が下之一色村中ノ切において設置された。「秉彝」は「へいい」と読み、詩経の大雅・烝民に典拠のある語である。
この校名は1876年（明治9年）に「正色学校」と改名されている。この校名は当時の村の有力者と正雲寺住職の話し合いにより決められたもので、村名であった下ノ一色から「下ノ一」を組み合わせ「正」の字を成したものであるという。
その後校名は国の教育制度変更に伴い変遷している。1887年（明治20年）には「尋常小学一色学校」、1892年（明治25年）には「正色尋常小学校」、1901年（明治34年）には高等科併置に伴い「正色尋常高等小学校」と改称されている。
1937年（昭和12年）には愛知郡下ノ一色町が名古屋市に併合されたため、名古屋市立正色尋常高等小学校となった。この後、1941年（昭和16年）の国民学校令による名古屋市正色国民学校を経て、1947年（昭和22年）の新学制をもって名古屋市立正色小学校となり、以降名称の変更はない。
校地については、創立以来下ノ一色村中ノ切にあったが、1903年（明治36年）には加えて字三角に校地が置かれ、1913年（大正2年）11月の移転をもって現校地に落ち着いている。

## 通学区域
名古屋市教育委員会は、2018年（平成30年）9月1日現在、名古屋市中川区下之一色町のうち、字戌亥島・字戌亥島新川堤防字戌亥島新川堤防・字北起・字北起庄内川堤防・字北ノ切・字操出・字操出庄内川堤防・字操出庄内川堤塘・字権野・字三角・字三角庄内川堤防・字三角庄内川堤防・字三角庄内川堤塘・字三角新川堤防内・字三角新川堤塘外・字中ノ切・字中ノ切新川堤防外・字中ノ切新川堤防内・字中ノ切新川堤塘外・字西ノ切・字縫越・字東ノ切・字東ノ切庄内川堤防・字古川・字松蔭4～7丁目・字南ノ切・字南ノ切新川堤防外・字南ノ切新川堤防内の各全域と、字干潟・字干潟庄内川堤防・字松蔭3丁目の各一部を正色小学校の通学区域として定めている。
1882年（明治15年）当時は学校が所在していた第13小学区には下之一色村のほか、隣接する大蟷螂村を含んでいた。それが1887年（明治20年）の小学校令改正に伴う学区変更による第7学区は下之一色村のみとなった。以降学区の変動はなかったが、1978年（昭和53年）の五反田小学校分離により、学区の一部を分割している。

## 児童数の変遷
『愛知県小中学校誌』（2018年）によると、児童数の変遷は以下の通りである。
| 1947年（昭和22年） | 1514人 |  |
| 1957年（昭和32年） | 1719人 |  |
| 1967年（昭和42年） | 986人  |  |
| 1977年（昭和52年） | 1210人 |  |
| 1987年（昭和62年） | 452人  |  |
| 1997年（平成9年）  | 270人  |  |
| 2007年（平成19年） | 165人  |  |
| 2017年（平成29年） | 149人  |  |

## 交通アクセス
公共交通機関としては名古屋市営バス「権野」停留所が最寄りである。権野停留所には幹神宮2号系統・名駅20号系統・金山20号系統・高畑14号系統・高畑15号系統・高畑17号系統がそれぞれ停車する。

### WEB
1. 1 2 3 4 5  “学校の沿革”.   名古屋市立正色小学校. 2018年11月11日閲覧。
2. ↑  “デジタル大辞泉 彝を秉る”. コトバンク. 2018年11月10日閲覧。
3. ↑  名古屋市教育委員会事務局総務部教育環境計画室計画係 (2018年9月1日). “名古屋市立小・中学校の通学区域一覧（中川区）” (PDF).   名古屋市. 2018年11月11日閲覧。
4. 1 2  “案内図”.   名古屋市立正色小学校. 2018年11月11日閲覧。

### 文献
1. 1 2 3 4 5  中川区制50周年記念誌編集委員会 1987, p. 419.
2. ↑  愛知郡役所 1923, p. 282.
3. ↑  愛知郡役所 1923, pp. 285–286.
4. ↑  六三制教育七十周年記念 愛知県小中学校誌 合同記念誌編集特別委員会 2018, p. 227.